# 8 Batalion Zaopatrzenia
8 Batalion Zaopatrzenia (8 bzaop) – samodzielny pododdział logistyczny Sił Zbrojnych PRL i okresu transformacji ustrojowej.
Sformowany w 1944 w składzie 8 Dywizji Piechoty w Mordach jako 14 samodzielna kompania samochodowa.
Wchodził w skład 8 Dywizji Zmechanizowanej. Stacjonował w Koszalinie.

## Tradycje
Batalion kultywował tradycje oddziałów "walczących o wolność i niepodległość Rzeczypospolitej podczas wojny polsko-bolszewickiej i wojny obronnej 1939 roku". 
- 8 Dywizjonu Samochodowego 1919-1935
- 8 Batalionu Pancernego 1935-1939

## Struktura organizacyjna
Dowództwo i sztab
- dwie kompanie zaopatrzenia w amunicję
- kompania zaopatrzenia w mps
- pluton zaopatrzenia
- pluton zaopatrzenia technicznego
- drużyna zaopatrzenia żywnościowego i mundurowego
- piekarnia polowa
- łaźnia i pralnia polowa
- drużyna filtrów wody

## Dowódcy
- 1955-63 - ppłk Władysław Stankiewicz;
- 1963-74 - ppłk Bronisław Tubisz;
- 1974-79 - ppłk Bohdan Brzostowski;
- 1979-84 - ppłk Olgierd Brudno;
- 1984-91 - ppłk Lech Górski;
- 1991-2001 - ppłk Piotr Kłosiński.